# James F. Hamlet

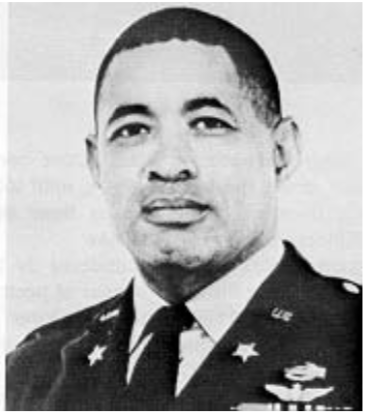
James F. Hamlet

 James F. Hamlet  (* 13. Dezember 1921 in Alliance, Ohio; † 5. Januar 2001 in Trenton, Mercer County, New Jersey) war ein Generalmajor der United States Army. Er war unter anderem Kommandeur der 4. Infanteriedivision.
Über die Officer Candidate School gelangte James Hamlet im Jahr 1944 in das Offizierskorps des US-Heeres. Dort wurde er als Leutnant der Infanterie zugeteilt. In der Armee durchlief er anschließend alle Offiziersränge vom Leutnant bis zum Zwei-Sterne-General.
Im Lauf seiner militärischen Karriere absolvierte Hamlet verschiedene Kurse und Schulungen. Dazu gehörten unter anderem die Army Aviation School an der er zum Hubschrauberpiloten ausgebildet wurde und das United States Army War College.
Gleich zu Beginn seiner militärischen Laufbahn wurde er im damals laufenden Zweiten Weltkrieg eingesetzt. Dabei diente er als Zugführer in zwei Infanterieregimentern der 92. Infanteriedivision. Diese war damals eine Einheit, die hauptsächlich aus Soldaten afro-amerikanischer Herkunft (segregated) bestand und im Italienfeldzug eingesetzt war.
Nach dem Krieg absolvierte er den für Offiziere in den jeweiligen Rangstufen üblichen Dienst in unterschiedlichen Einheiten und Standorten. Dazu gehörten auch Aufgaben als Stabsoffizier in verschiedenen Hauptquartieren. Hamlet spezialisierte sich nach seiner Pilotenausbildung auf die Heeresfliegerei.
Zwischen 1963 und 1966 war er in Fort Leavenworth Stabsoffizier beim dort ansässigen Army Combat Developments Command. Anschließend wurde er im Vietnamkrieg eingesetzt. Dort gehörte er zunächst dem Stab einer Fliegereinheit (11th. Aviation Group) an. Danach kommandierte er ein Bataillon der Heeresfliegerei (227th Aviation Battalion).
Nach dem Ende seiner ersten Berufung nach Vietnam kehrte James Hamlet zum Army Combat Developments Command zurück. Dort wurde er zum Oberst befördert und zum Abteilungsleiter in der Air Mobility Branch ernannt. In den Jahren 1970 bis 1972 war er ein weiteres Mal im Vietnamkrieg eingesetzt, wo er zunächst die 11th Aviation Group kommandierte. Nach seiner im Jahr 1971 erfolgten Beförderung zum Brigadegeneral wurde er Stabsoffizier bei der 101. Luftlandedivision. Danach erhielt er das Kommando über die 3. Brigade der 1. Kavalleriedivision die damals von einer Infanteriedivision zu einer luftbeweglichen Division mit Hubschraubern umstrukturiert wurde und ebenfalls im Vietnamkrieg eingesetzt war. Im August 1972 kehrte James Hamlet in die Vereinigten Staaten zurück.
Nach seiner Beförderung zum Generalmajor erhielt er als Nachfolger von John C. Bennett das Kommando über die 4. Infanteriedivision. Mit diesem Kommando war auch der Oberbefehl über den Militärstützpunkt Fort Carson verbunden, in dem das Hauptquartier der 4. Infanteriedivision untergebracht war. Damit wurde Hamlet einer der ersten US-amerikanischen Divisionskommandeure mit afro-amerikanischer Herkunft.
Nachdem er seine Stelle als Divisionskommandeur im Oktober 1974 an John W. Vessey Jr. übergeben hatte, wurde Hamlet zum stellvertretenden Generalinspekteur des amerikanischen Heeres ernannt. Dieses Amt übte er bis zu seiner Pensionierung im Jahr 1981 aus.

## Orden und Auszeichnungen
James Hamlet erhielt im Lauf seiner militärischen Laufbahn unter anderem folgende Auszeichnungen:
- Army Distinguished Service Medal
- Legion of Merit
- Bronze Star Medal
- Distinguished Flying Cross
- Air Medal